# ソマ炭鉱爆発事故
ソマ炭鉱爆発事故（ソマたんこうばくはつじこ、トルコ語: Soma Faciası）は、2014年5月13日にトルコ西部マニサ県ソマの炭鉱で発生した爆発事故である。
5月16日時点で283人の死亡が確認され、なお多くの労働者が地下に閉じ込められていたが、煙や炎に阻まれて捜索救助作業は難航した。翌17日に捜索活動は終了し、死者は301人となった。
1992年に北部ゾングルダク県の炭鉱で発生し死者263人を出したガス爆発事故（tr:1992 Kozlu kömür madeni faciası）をしのぐ、トルコ最悪の炭鉱事故となった。
アンカラやイスタンブールでは、事故原因は政府と鉱業関係者らの怠慢にあると抗議する数千人のデモがおこなわれ、警察は催涙ガスや放水砲で鎮圧をはかった。事故当時、首相を務めていたレジェップ・タイイップ・エルドアンは、原因究明を約束しつつも、「このような事故は起こるものだ」と述べ、政府の責任を否定している。